# Syllepte ochrotichroa
Syllepte ochrotichroa is een vlinder uit de familie van de grasmotten (Crambidae). De wetenschappelijke naam van deze soort is voor het eerst voorgesteld door door George Francis Hampson in een publicatie uit 1918.
De soort komt voor in India (Meghalaya).